# Croce per anzianità di servizio militare (Austria)
La Croce per anzianità di servizio militare (Militärdienstzeichen) per l'Impero austriaco fu una medaglia militare la cui fondazione risale all'imperatore Francesco Giuseppe d'Austria, ideata per premiare il lungo servizio di soldati ed ufficiali nelle file dell'esercito imperiale.

## Storia
La croce venne fondata per decreto del 19 settembre 1849 dal giovane imperatore Francesco Giuseppe d'Austria su proposta del Ministro della Guerra Karl Ludwig von Ficquelmont per ricompensare quanti avessero militato all'interno dell'esercito austriaco.
La croce veniva assegnata a militari e ufficiali a seconda dei loro anni di servizio all'interno dell'esercito e nel 1890 la decorazione fu sottoposta ad una revisione. Essa continuò ad essere concessa anche durante la prima guerra mondiale sino al termine della monarchia asburgica.

## Gradi e insegne
Le insegne dell'ordine si basavano tutte su un modello di croce con braccia decussate in oro con superficie granulata solo su un lato, mentre il retro era piano. L'area in centro alla croce poteva essere decorata con medaglioni o insegne a seconda del grado di anzianità.

### 1849-1867
Nel 1849, il decreto di creazione della decorazione stabilì i seguenti gradi:
Ufficiali
- I classe - per 50 anni di servizio attivo: al centro della croce si trova un'aquila imperiale in argento e il tutto è sormontato dalla corona imperiale in oro.
- II classe - per 25 anni di servizio attivo: al centro della croce si trova un'aquila imperiale in argento e il tutto è sormontato dalla corona imperiale in argento.

Sottufficiali e truppa
- I classe - per 16 anni di servizio attivo: al centro della croce si trova un medaglione circolare d'argento affiancato da foglie di alloro con il numero romano "XVI".
- II classe - per 8 anni di servizio attivo: al centro della croce si trova un medaglione circolare in bronzo riportante il numero romano "VIII".

| 1849-1867          | 1849-1867           | 1849-1867                       | 1849-1867                        |
| ------------------ | ------------------- | ------------------------------- | -------------------------------- |
| I classe ufficiali | II classe ufficiali | I classe sottufficiali e truppa | II classe sottufficiali e truppa |

### 1867-1869
Con la dualità della monarchia austro-ungarica, la medaglia venne nuovamente riformata:
Ufficiali
- I classe - per 50 anni di servizio attivo: al centro della croce si trova un'aquila imperiale in argento e il tutto è sormontato dalla corona imperiale in oro.
- II classe - per 25 anni di servizio attivo: al centro della croce si trova un'aquila imperiale in argento e il tutto è sormontato dalla corona imperiale in argento.

Sottufficiali e truppa
- I classe - per 18 anni di servizio attivo: al centro della croce si trova un medaglione circolare d'argento affiancato da foglie di alloro con il numero romano "XVIII".
- II classe - per 12 anni di servizio attivo: al centro della croce si trova un medaglione circolare in bronzo riportante il numero romano "XII".

| 1867-1869          | 1867-1869           | 1867-1869                       | 1867-1869                        |
| ------------------ | ------------------- | ------------------------------- | -------------------------------- |
| I classe ufficiali | II classe ufficiali | I classe sottufficiali e truppa | II classe sottufficiali e truppa |

### 1869-1890
Nel 1869 venne proclamata una nuova riforma della medaglia che andò ancora una volta a cambiare i metodi di concessione della sezione per sottufficiali e truppa:
Ufficiali
- I classe - per 50 anni di servizio attivo: al centro della croce si trova un'aquila imperiale in oro e il tutto è sormontato dalla corona imperiale in oro.
- II classe - per 25 anni di servizio attivo: al centro della croce si trova un'aquila imperiale in argento e il tutto è sormontato dalla corona imperiale in argento.

Sottufficiali e truppa
- I classe - per 24 anni di servizio attivo: al centro della croce si trova un medaglione circolare d'argento circondato da un anello di foglie di alloro con il numero romano "XXIV".
- II classe - per 12 anni di servizio attivo: al centro della croce si trova un medaglione circolare di bronzo circondato da un anello di foglie di alloro con il numero romano "XII".

| 1869-1890          | 1869-1890           | 1869-1890                       | 1869-1890                        |
| ------------------ | ------------------- | ------------------------------- | -------------------------------- |
| I classe ufficiali | II classe ufficiali | I classe sottufficiali e truppa | II classe sottufficiali e truppa |

### 1890-1911
Quella del 1890 fu forse la riforma più radicale della medaglia che a oltre 50 anni dalla sua istituzione mutò molte delle classi di concessione, aggiungendone di nuove:
Ufficiali
- I classe - per 50 anni di servizio attivo: croce d'oro bordata di nero con al centro un'aquila imperiale in oro, il tutto sormontato dalla corona imperiale in smalti.
- II classe - per 40 anni di servizio attivo: croce d'oro bordata di nero con al centro un'aquila imperiale in oro.
- III classe - per 25 anni di servizio attivo: al centro della croce si trova un'aquila imperiale in argento e il tutto è sormontato dalla corona imperiale in argento.

Sottufficiali e truppa
- I classe - per 24 anni di servizio attivo: al centro della croce si trova un medaglione circolare d'argento circondato da un anello di foglie di alloro con il numero romano "XXIV".
- II classe - per 12 anni di servizio attivo: al centro della croce si trova un medaglione circolare di bronzo.

| 1890-1911          | 1890-1911           | 1890-1911            | 1890-1911                       | 1890-1911                        |
| ------------------ | ------------------- | -------------------- | ------------------------------- | -------------------------------- |
| I classe ufficiali | II classe ufficiali | III classe ufficiali | I classe sottufficiali e truppa | II classe sottufficiali e truppa |

### 1911-1913
Quella del 1890 fu forse la riforma più radicale della medaglia che a oltre 50 anni dalla sua istituzione mutò molte delle classi di concessione, aggiungendone di nuove:
Ufficiali
- I classe - per 50 anni di servizio attivo: croce d'oro bordata di nero con al centro un'aquila imperiale in oro, il tutto sormontato dalla corona imperiale in smalti.
- II classe - per 40 anni di servizio attivo: croce d'oro bordata di nero con al centro un'aquila imperiale in oro.
- III classe - per 25 anni di servizio attivo: al centro della croce si trova un'aquila imperiale in argento e il tutto è sormontato dalla corona imperiale in argento.

Sottufficiali e truppa
- I classe - per 24 anni di servizio attivo: al centro della croce si trova un medaglione circolare d'argento con il numero romano "XXIV".
- II classe - per 12 anni di servizio attivo: al centro della croce si trova un medaglione circolare d'argento con il numero romano "XII".
- III classe - per 6 anni di servizio attivo: al centro della croce si trova un medaglione circolare di bronzo con il numero romano "VI".

| 1911-1913          | 1911-1913           | 1911-1913            | 1911-1913                       | 1911-1913                        | 1911-1913                         |
| ------------------ | ------------------- | -------------------- | ------------------------------- | -------------------------------- | --------------------------------- |
| I classe ufficiali | II classe ufficiali | III classe ufficiali | I classe sottufficiali e truppa | II classe sottufficiali e truppa | III classe sottufficiali e truppa |

### 1913-1918
Durante la prima guerra mondiale, la medaglia venne ulteriormente variata:
Ufficiali
- I classe - per 50 anni di servizio attivo: croce d'oro bordata di nero con al centro un'aquila imperiale in oro, il tutto sormontato dalla corona imperiale austroungarica in smalti.
- II classe - per 35 anni di servizio attivo: croce d'oro bordata di nero con al centro un'aquila imperiale in oro.

Sottufficiali e truppa
- I classe - per 20 anni di servizio attivo: al centro della croce si trova un medaglione circolare d'argento con il numero romano "XX".
- II classe - per 10 anni di servizio attivo: al centro della croce si trova un medaglione circolare d'argento con il numero romano "X".
- III classe - per 6 anni di servizio attivo: al centro della croce si trova un medaglione circolare di bronzo con il numero romano "VI".

| 1913-1918          | 1913-1918           | 1913-1918                       | 1913-1918                        | 1913-1918                         | 1913-1918 |
| ------------------ | ------------------- | ------------------------------- | -------------------------------- | --------------------------------- | --------- |
| I classe ufficiali | II classe ufficiali | I classe sottufficiali e truppa | II classe sottufficiali e truppa | III classe sottufficiali e truppa |           |

In tutte le classi, in tutte le epoche, il nastro fu sempre giallo con una striscia nera per parte.